# کانتیبرس
کانتیبرس دهستانی در استان آبیلای اسپانیا است.
در این دهستان ۱۸۳ نفر زندگی می‌کنند. مساحت این دهستان ۱۴٫۴۰ کیلومتر مربع است.